# Малая Петриковка
Малая Петрико́вка (укр. Мала Петриківка) — село,
Петриковский поселковый совет,
Петриковский район,
Днепропетровская область,
Украина.
До 2016 года село носило название Червонопартизанское .
Код КОАТУУ — 1223755109. Население по переписи 2001 года составляло 1917 человек. По данным 2025 года составляло 1499 человек.

## Географическое положение
Село Малая Петриковка находится на берегу реки Чаплинка,
выше по течению примыкает село Хуторское,
ниже по течению примыкает пгт Петриковка.
Примыкает к селу Лобойковка.
К селу примыкает большой массив прудов рыбного хозяйства (~1000 га).
Через село проходят автомобильные дороги Т-0414, Т-0441 и Р-52.

## Экономика
- ФХ «Бородавка».

## Объекты социальной сферы
- Школа I-II ст.